# Estación de Garrovilla-Las Vegas
Garrovilla-Las Vegas es un apeadero ferroviario situado en el municipio español de La Garrovilla, en la provincia de Badajoz (Extremadura). Ofrece servicios de Media Distancia. Se encuentra a pocos metros de la antigua estación de La Garrovilla, la cual actualmente solo cumple funciones logísticas.

## Situación ferroviaria
Las instalaciones ferroviarias se encuentran situadas en el punto kilométrico 466,1 de la línea de ancho ibérico Ciudad Real-Badajoz.

## Historia
La estación fue inaugurada para prestar servicio al municipio de La Garrovilla, aunque anteriormente el municipio contaba con otra estación, pero esta última dejó de prestar servicio de viajeros y sus instalaciones fueron parcialmente demolidas debido a las obras de la futura línea de alta velocidad Madrid-Extremadura.

## Servicios ferroviarios

### Media Distancia
Los trenes de Media Distancia operados por Renfe tienen como principales destinos las ciudades de Puertollano, Badajoz y Alcázar de San Juan.
| Línea MD | Trenes          | Origen/Destino      |  | Destino/Origen |
| -------- | --------------- | ------------------- |  | -------------- |
|          | MD              | Alcázar de San Juan |  | Badajoz        |
|          | MD              | Puertollano         |  | Badajoz        |
|          | Regional Exprés | Cabeza del Buey     |  | Badajoz        |